# Tempio di Uluwatu
Il tempio di Uluwatu (Pura Luhur Uluwatu) è un tempio induista situato a Pecatu, nell'isola di Bali, in Indonesia. È uno dei templi balinesi del mare (pura segara) ed è dedicato al dio vedico Rudra.

## Storia ed etimologia
Il tempio (pura in lingua balinese) si trova in cima (ulu) ad una scogliera rocciosa (watu) alta 70 metri a picco sul mare. Nel folklore balinese, si dice che queste rocce siano parte dell'imbarcazione pietrificata di Dewi Danu, la dea dell'acqua.
Secondo la tradizione balinese, il tempio fu fondato da un saggio giavanese, Mpu Kuturan, nel XI secolo e ristrutturato dal saggio riformatore Dang Hyang Nirartha nel XVI secolo. La leggenda vuole che quest'ultimo abbia raggiunto mokṣa qui, ngeluhur ("andare verso l'alto") in balinese. Questo evento viene ricordato attraverso il nome Luhur associato al tempio.

## Il tempio
Si giunge al tempio attraverso una scalinata che costeggia la suggestiva scogliera a strapiombo sul mare. L'entrata è costituita da un portale in pietra (candi bentar) finemente intagliato che conduce ad un ampio spazio centrale (jero tengab). Sulla sinistra si trovano alcuni santuari dedicati a Nirartha, mentre al centro c'è il portale di pietra a forma di Monte Meru, la montagna cosmica induista, che conduce alla parte intera del tempio. Alla sommità del portale sono presenti tre pinnacoli ed una testa di kāla, un demone che ha la funzione di allontanare gli spiriti maligni. Ai piedi del portale sono presenti due statue di Ganesh.
La zona circostante al tempio è abitata da decine di scimmie, famose per importunare i turisti e rubare loro indumenti e oggetti vari.